# Isabelle Rivière
Isabelle Fournier, épouse Rivière, née le 16 juillet 1889 à La Chapelle-d'Angillon et morte à Dourgne le 18 juin 1971, est une femme de lettres.

## Biographie
Isabelle Fournier est la sœur d'Alain-Fournier, née de Marie-Albanie Barthe (1864-1928) et d’Augustin Fournier (1861-1933) un couple d’instituteurs. Elle est l’épouse de Jacques Rivière, homme de lettres, qui dirigea la NRF.
Elle est l’« Isabelle » de la dédicace du Grand Meaulnes.